# Paša a bajadéra
Paša a bajadéra (anglicky: Pasha and Bayadère) je černobílá fotografie anglického fotografa Rogera Fentona, pořízená v roce 1858. Patří do skupiny snímků, kdy Fenton inscenoval scény inspirované blízkovýchodní exotikou a také uměleckým hnutím orientalismu.

## Historie a popis
Fenton podnikl v roce 1854 cestu na Krym, aby dokumentoval krymskou válku, a v té době také navštívil Konstantinopol. Sdílel zvláštní zájem, typický pro jeho dobu, s exotikou Blízkého východu, zejména Osmanské říše. Když byl zpátky v Anglii, rozhodl se znovu vytvořit některé z těchto exotických scén a v létě roku 1858 pořídil asi 50 fotografií s orientalistickou inspirací.
Tato scéna byla zkomponována ve Fentonově studiu v Londýně a sám fotograf vystupuje jako paša, přední turecký úředník, zatímco jeho přítel, krajinář Frank Dillon hraje jako hudebník na strunný nástroj na levé straně. Modelka ztvárňuje exotickou tanečnici, ve francouzštině bayadère. Oba muži sedí, paša na polštáři, na vyšším místě než hudebník a oba mají oblečené exotické oblečení v souladu s jejich odlišným postavením. Paša se zájmem hledí na tanečníka, zatímco hudebník hraje a dívá se na své housle. Tanečnice nehybně stojí, oblečená v exotickém oblečení inspirovaném tureckou módou, včetně ženských kalhot, s rukama zvednutýma vysoko, jako by byla zastižena uprostřed tance. Při bližším ohledání si divák všimne, že její paže jsou obě drženy šňůrkami připevněnými k jejím zápěstím. Tento detail vysvětluje dlouhý čas potřebný k expozici fotografií.
Interiér ukazuje závěs na pozadí a je vyzdoben několika exotickými předměty, včetně, bubnu vlevo zvaného „darabukke“ a tamburíny, kterou údajně krátce před pořízením snímku dovezl Dillon do Anglie po cestě z Egypta. Některé ze stejných objektů i modelka se objevují i v dalších podobných obrazech inscenovaných Fentonem.
Fenton tyto snímky prezentoval jako skutečně pořízené na Středním východě a diváci často věřili, že jsou pravé, přestože se jedná o pastiše. Recenzent z roku 1858 uvedl: „[Toto] jsou příznivé příklady, které jsou obdivuhodnými ilustracemi východních scén ze skutečného života.“

## Přijetí
Fotografie byla předmětem knihy Gordona Baldwina, Roger Fenton: Pasha and Bayadere, kterou vydalo Getty Museum Studies on Art (1996).

## Veřejné a soukromé sbírky
Existují dva známé tisky této fotografie, které se nacházejí v Muzeu J. Paula Gettyho v Los Angeles a v britské soukromé sbírce.